# Сен-Сьерж-су-ле-Шелар
Сен-Сьерж-су-ле-Шела́р (фр. Saint-Cierge-sous-le-Cheylard, окс. Sant Cierge sous le Cheylard) — коммуна во Франции, находится в регионе Рона — Альпы. Департамент коммуны — Ардеш. Входит в состав кантона Ле-Шелар. Округ коммуны — Турнон-сюр-Рон.
Код INSEE коммуны — 07222.

## Население
Население коммуны на 2008 год составляло 196 человек.
| 1962 | 1968 | 1975 | 1982 | 1990 | 1999 | 2008 |
| ---- | ---- | ---- | ---- | ---- | ---- | ---- |
| 191  | 186  | 149  | 156  | 167  | 211  | 196  |

## Экономика
В 2007 году среди 149 человек в трудоспособном возрасте (15—64 лет) 111 были экономически активными, 38 — неактивными (показатель активности — 74,5 %, в 1999 году было 81,8 %). Из 111 активных работали 106 человек (54 мужчины и 52 женщины), безработных было 5 (1 мужчина и 4 женщины). Среди 38 неактивных 10 человек были учениками или студентами, 20 — пенсионерами, 8 были неактивными по другим причинам.